# Klewki (województwo warmińsko-mazurskie)

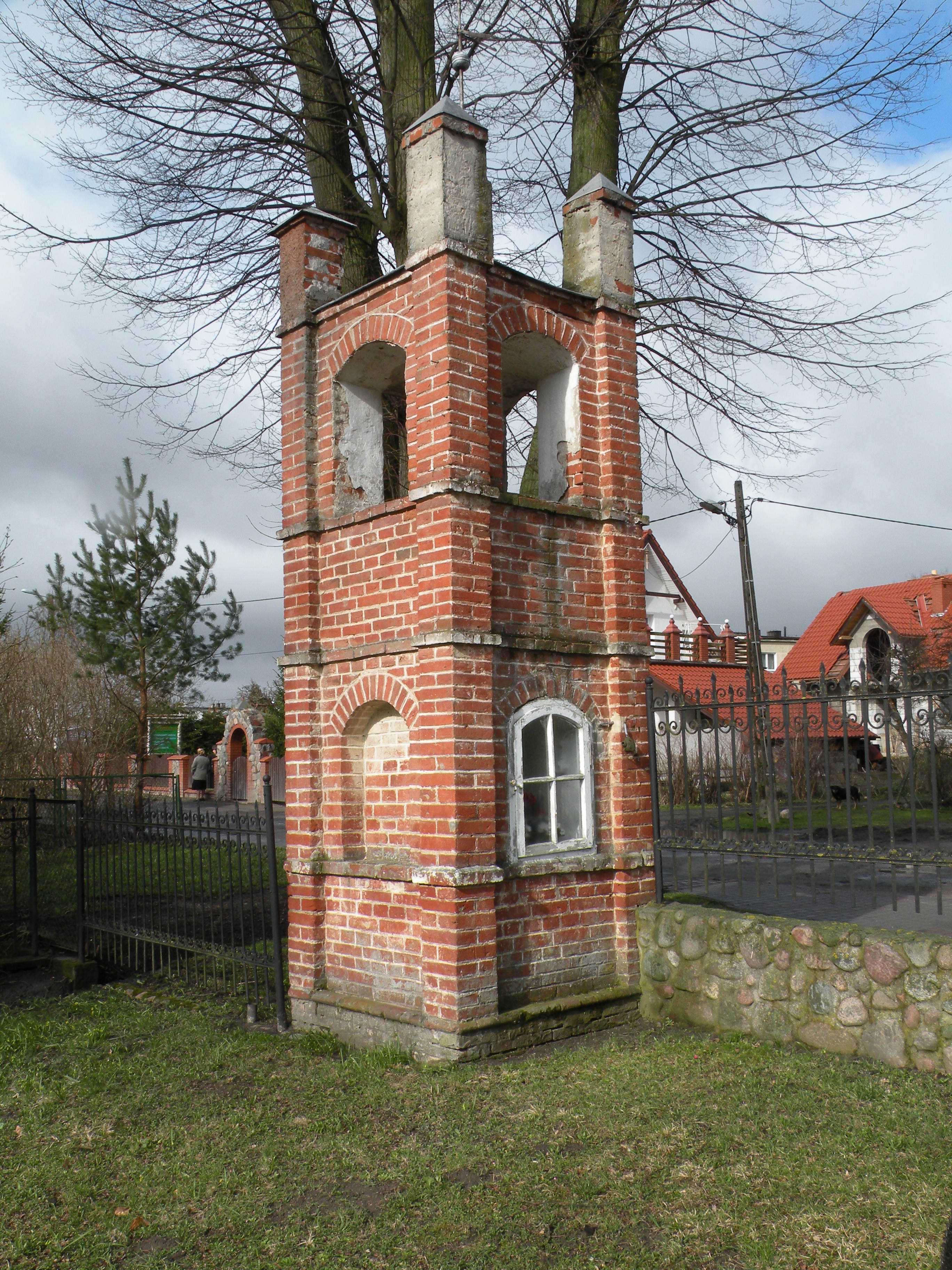
Klewki, kapliczka

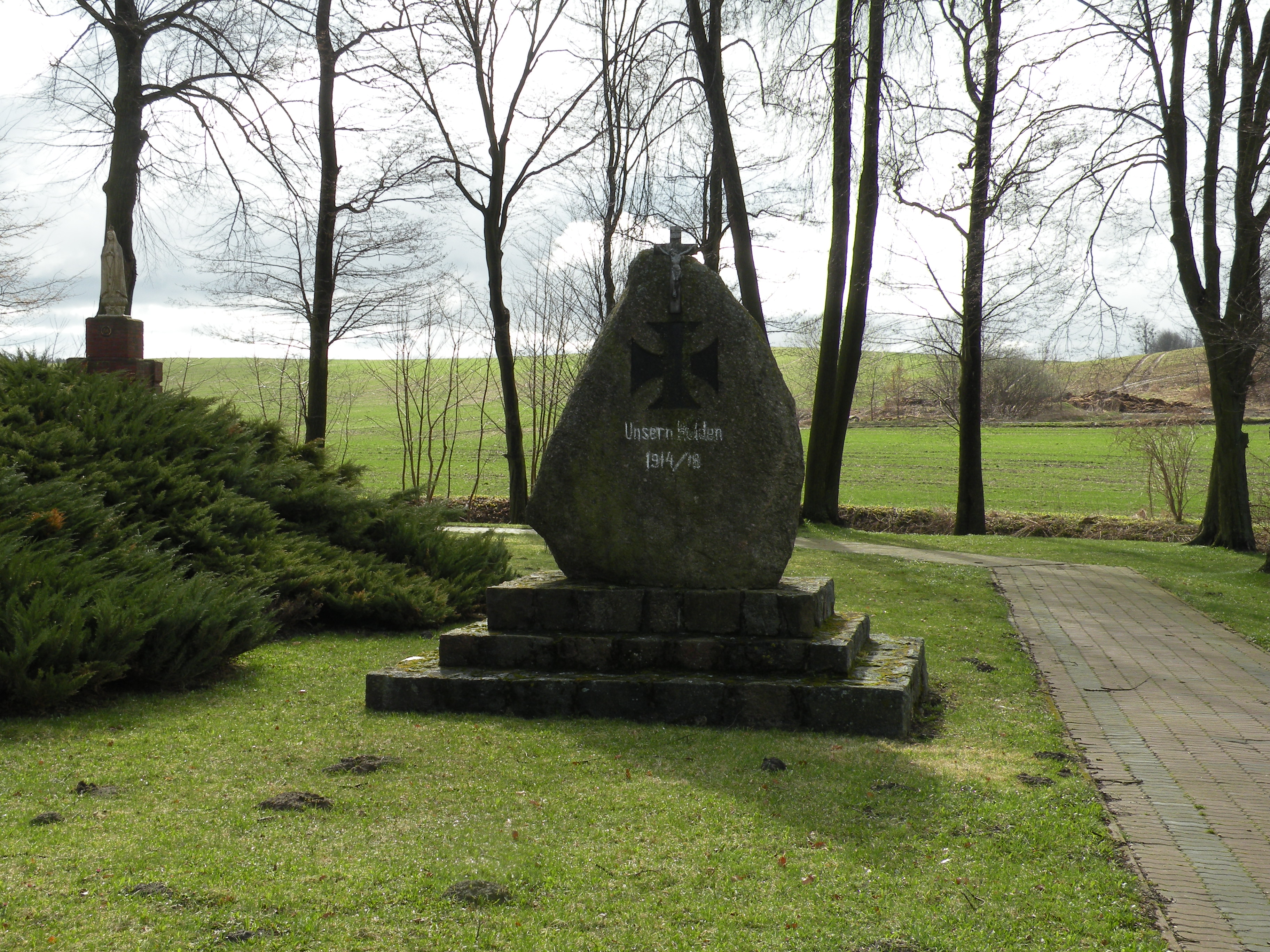
Głaz pamiątkowy przy kościele

Klewki (niem. Klaukendorf) – osada w Polsce na Warmii, położona w województwie warmińsko-mazurskim, w powiecie olsztyńskim, w gminie Purda, 8 km od Olsztyna, na trasie Olsztyn – Szczytno, w pobliżu jezior: Linowskiego i Klebarskiego, połączonych rzeczką Klewkówką (Ayerna). W latach 1975–1998 miejscowość administracyjnie należała do województwa olsztyńskiego.
Wieś zyskała sławę w roku 2001 za sprawą Bogdana Gasińskiego, który twierdził, że w Klewkach przebywali Talibowie. W swoim sejmowym wystąpieniu szef Samoobrony, Andrzej Lepper powiązał występujący na terenie Klewek pomór bydła z rzekomą obecnością wąglika. Książkę oraz film dotyczący tych domniemanych wydarzeń pt. „Zwariowałam” realizowała Maria Wiernikowska.
Wieś występowała w źródłach pod nazwami Clauki, później Klakedorf (1591–1603), Klauckendorf (1790), Klewki (1879) i równolegle Klaukendorf. 
W roku 2021, w osadzie mieszkało 881 osób, z czego 51,8% to kobiety, a 48,2%- mężczyźni. 

## Historia
W Klewkach znaleziono siekierę datowaną na młodszą epokę kamienia. Odkryto także ślady osad z okresu kultury łużyckiej i epoki żelaza. Są to niezbite dowody na to, że tereny dzisiejszych Klewek były zamieszkiwane od czasów prehistorycznych.
Klewki zostały nadane wielce zasłużonemu rycerzowi pruskiemu Clauko von Hohenbergowi (Mikołajowi Klauko) przez biskupa warmińskiego Jana Stryprocka. Lokację otrzymały 13 kwietnia 1352 roku od kapituły warmińskiej na prawie chełmińskim. Obszar obejmował 40 łanów lasu (672 ha) nad jeziorem Cuculning (obecnie Jez. Linowskie). Nadanie ziemi zobowiązywało do służby zbrojnej oraz pomocy przy budowie zamków. Klauko otrzymał ponadto przywilej na wybudowanie młyna, który powstał na wschodnim brzegu Jeziora Klebarskiego i nazwany został Wojtkowizną. Ponadto Klauko otrzymał 5 włók (łanów) na uposażenie kościoła, z prawem patronatu nad kościołem i wsią Szczęsne. W 1420 wieś otrzymała 6 włók lasu (teren późniejszego majątku Karlberg – od 1950 Wojtkowizna, obecnie Leśne Wrota).
W 1521 odwiedzone przez Mikołaja Kopernika robiącego zapisy lokalizacyjne. W 1656 roku, wieś znalazła się w posiadaniu Jakuba Nónchena i liczyła wówczas 40 włók.
W 1852 r. dziedzic Klewk, Karl Lous założył dwa folwarki: Wojtkowiznę, która nazwał swoim imieniem Kalrberg (Góra Karola) oraz folwark położony na zachodnim brzegu Jeziora Klebarskiego, który nazwał imieniem swojej żony Ernestyny – Ernestnenhöhe (po 1945 r. nazwany Brzydowem, obecnie Biedówko).
W 1932 r., w nawiązaniu do prawa patronatu dziedzic Höpfer wybrał na proboszcza w Klewkach Leona Kamińskiego.
W 1945 r. wieś została włączona do Polski.
W 2001 r., po zamachach 11 września i użyciu wąglika przez terrorystów dwa tygodnie później w jednym z gospodarstw w Klewkach miało rzekomo dojść do eksperymentów na krowach w celu wyprodukowania wąglika dla Talibów, ale nie znaleziono na to żadnych dowodów. Odkryto jednak, że krowy były poważnie zaniedbane.

## Zabytki
Do wojewódzkiego rejestru zabytków wpisane są obiekty. We wsi znajdują się następujące zabytki:
- otoczony parkiem pałac z około 1801 roku, przebudowany w drugiej połowie XIX i ponownie w XX w, mimo barokowych kształtów posiada klasycystyczne elewacje.
- szkoła z XVIII wieku
- kościół z 1481 roku (początkowo drewniany, wielokrotnie odnawiany; obecnie murowano-drewniany), z barokowym ołtarzem głównym z końca XVIII wieku. W 1718 zniszczony w pożarze, odbudowany w 1720, przebudowany na początku XX w. Strop nawy pokryty barokowo-ludowa polichromią z XVIII w., przedstawiającą Matkę Boską, św. Walentego i św. Rocha. W medalionach rozmieszczonych dookoła sceny 15 tajemnic różańcowych. Ołtarz rokokowy z obrazem św. Walentego z początków XX w. W ołtarzu bocznym obraz św. Rocha, w zwieńczeniu obraz Matki Boskiej Bolesnej z siedmioma mieczami. Barokowa ambona z wykonana techniką intarsji sceną nauczania w świątyni i iluzyjnym wizerunkiem drzwi. Od frontu wieża, w dolnej części posiada pochyłe ściany, w górnej pionowe, jest nakryta hełmem ostrosłupowym[9].
- Obelisk poświęcony poległym w I wojnie światowej (przed kościołem)

## Religia
Do parafii katolickiej św. Walentego w Klewkach należą wierni z jedenastu wiosek: Biedówko (powstałe po 1359 roku), Bruchwałd (powstały po 1359 roku), Rykowiec (1359 rok), Stary Olsztyn, Szczęsne (1352 rok), Trękus (1359 rok), Trękusek (1348 rok), Wojtkowizna (około 1359 roku), Wygoda (1575 rok), Kaborno, Linowo (założone w 1348 roku). Liczba wiernych w parafii wynosiła 1367 osób w 1950 roku (z czego 76 w Klewkach), 1505 w 1959 (252 w Klewkach) oraz 1859 osób w 2000 roku (952 osoby w Klewkach).